# 동덕여자대학교 남녀공학 전환 반대 시위
동덕여자대학교 남녀공학 전환 반대 시위는 2024년 11월부터 동덕여자대학교에서 남녀공학 전환 반대를 목적으로 벌이는 시위이다.
학교 측은 남녀공학 전환이 확정된 사안이 아니라고 밝혔지만, 이 정보가 학생들 사이에서 이미 결정된 사안인 것처럼 과장되거나 왜곡되어 전해지면서, 학생들이 강력히 반발하며 시위가 확산되었다.
경기도 부천의 한 고등학교 축제에서 진행된 퀴즈쇼가 이 시위를 폄훼하는 것으로 해석될 여지가 있어 논란이 일자 학교 측에서 사과했다.